# Dinarthrum posdnjakovi
Dinarthrum posdnjakovi är en nattsländeart som beskrevs av Wolfram Mey 1986. Dinarthrum posdnjakovi ingår i släktet Dinarthrum och familjen kantrörsnattsländor. Inga underarter finns listade i Catalogue of Life.